# Festival Eurovisão da Canção Júnior 2008
O Festival Eurovisão da Canção Júnior 2008 (em inglês: Junior Eurovision Song Contest 2008, em francês: Concours Eurovision de la Chanson Junier 2008 e em grego: Διαγωνισμός Παιδικού Τραγουδιού Eurovision 2008) foi a sexta edição do Festival Eurovisão da Canção Júnior. Foi realizado na cidade de Limassol, no Chipre, no dia 22 de novembro de 2008.
O tema do evento foi "Fun in the Sun", apesar do fato de que havia tempestades em Limassol no dia do concurso. O palco, que foi projetado por George Papadopoulos foi nomeado para o prestígio internacional "Design Excellence Awards ao vivo". O projeto é uma composição abstrata e consiste em uma etapa redonda representando a ilha de Chipre, água de verdade ao longo da frente do palco, dois molhes, as ondas quebrando e se afastando da ilha e cinco barcos à vela com oars.
Para o concurso, várias mudanças nas regras foram feitas. Uma delas foi que os adultos podem ajudar as crianças a escrever as músicas apresentadas para a sua emissora nacional, antes apenas as crianças podem escrever as músicas, sem ajuda de adultos. Outra mudança foi apenas seis pessoas poderiam estar no palco durante uma apresentação, em vez de oito. A mudança mais significativa, no entanto, era apenas a metade dos votos foi decidido pelos tele-eleitores. Antes da competição de 2008 tele-eleitores decidiam inteiramente  todo o resultado. A outra metade de o resultado foi decidido por um júri de adultos e crianças.
O festival contou com um total de 15 participantes. O Chipre ganhou o concurso prévio para organizar o festival ante outros três países: Portugal, Suécia e Ucrânia.

## Local

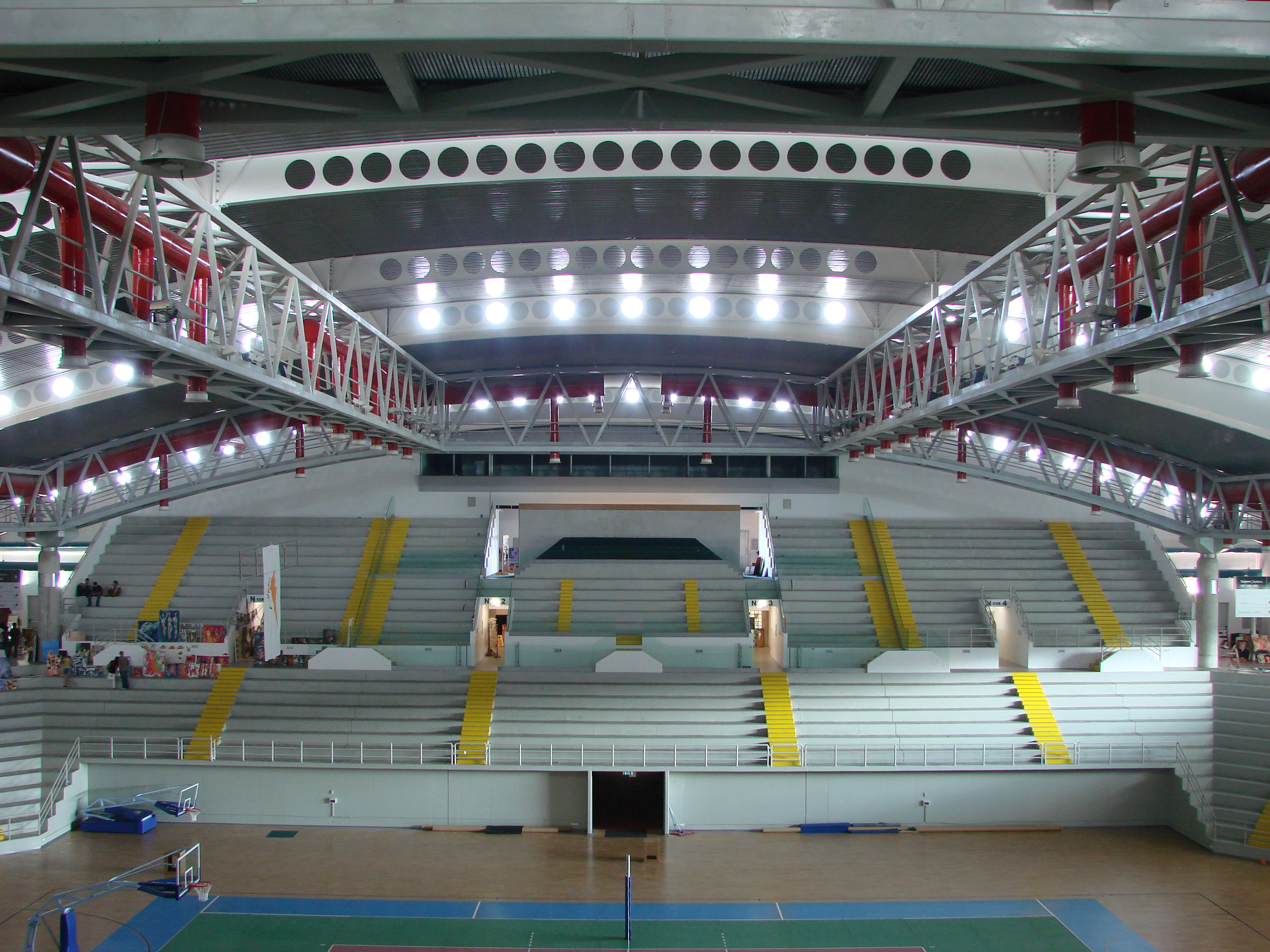
Spyros Kyprianou Athletic Centre

O Festival Eurovisão da Canção Júnior 2008 ocorreu em Limassol, no Chipre. O local destinado para o festival, foi o Spyros Kyprianou Athletic Centre. É a segunda maior cidade do Chipre, com uma população de 161.000 (2001). A cidade está localizada na baía de Acrotíri, na parte meridional da ilha. É também a capital do distrito de Limassol.

## Formato
Em 27 de Maio de 2007, o Grupo de Coordenação da Eurovisão decidiu que o Chipre iria sediar a edição de 2008, ganhando das propostas da TV4 da Suécia e da NTU na Ucrânia,que posteriormente iria sediar a edição de 2009. A 10 de Setembro de 2008, os anfitriões foram anunciados como Alex Michael e  Sophia Paraskeva, ambos apresentadores da CYBC. Em 13 de Outubro de 2008, o sorteio da ordem de apresentação aconteceu ao vivo na CyBC1. Isto seria para escolher o, e então desenhar países em vários dos vasos 'para decidir quando iria realizar. A ordem de apresentação foi anunciada no seguinte. A etapa foi construída entre 30 de outubro de 2008 e 14 de Novembro de 2008.

### Slogan e palco
O slogan deste ano foi "Fun in the Sun", 13 embora houvesse tempestades no dia do evento. O palco foi projetado por George Papadopoulos e foi lançado em 6 de junho de 2008. Ela consistia de diversos arcos localizados em cada lado do palco com um pequeno canal de água ao longo da frente de este. Pela primeira vez em cinco anos, o festival foi realizado, o logo não é uma menina cantando com tranças .

## Votação
A votação do Festival Eurovisão da Canção Júnior, baseia-se em cada país atribuir 1-8, 10 e 12 pontos às suas dez canções preferidas, sendo que nunca pode votar em si próprio. A grande diferença do Festival Eurovisão da Canção Júnior, é o facto de todos os países receberem sempre 12 pontos logo de início. No final, a votação por televoto e SMS, será somada à votação efectuada pelos júris, fazendo com que a votação seja 50/50, como já acontece nos outros festivais Eurovisão.

## Participações Individuais
Durante cerca de 5/6 meses, todos os países têm que escolher os seus representantes, assim como as músicas que os mesmos irão interpretar em Limassol. Para realizar tal seleção, cada país utilizou o seu próprio processo de selecção. Alguns optam pela selecção interna, que consiste na televisão oficial do país fazer a escolha. Pode seleccionar o artista e música, ou apenas o artista, ficando a escolha da música a cargo dos espectadores. Outros países (a maioria) utilizam um método semelhante ao formato do ESC para seleccionar o representante.
Predefinição:Participações Individuais ESCJ2008

## Participações
| País               | Título original da Canção   | Artista                        | Processo                  | Data da Selecção       |
| País               | Tradução em Português       | Idiomas de Interpretação       | Processo                  | Data da Selecção       |
| ------------------ | --------------------------- | ------------------------------ | ------------------------- | ---------------------- |
| Arménia            | Im ergi hnchuny             | Monika Manucharova             | Final Nacional de 2008    | 11 de julho de 2008    |
| Arménia            | "Sons da Minha Música"      | Arménio                        | Final Nacional de 2008    | 11 de julho de 2008    |
| Bielorrússia       | Sertse Belarusi             | Dasha, Alina & Karyna          | Song for Eurovision 2008  | 12 de setembro de 2008 |
| Bielorrússia       | "Coração da Bielorrússia"   | Russo                          | Song for Eurovision 2008  | 12 de setembro de 2008 |
| Bélgica            | Shut Up                     | Oliver                         | Junior Eurosong 2008      | 27 de setembro de 2008 |
| Bélgica            | "Cala-te"                   | Neerlandês                     | Junior Eurosong 2008      | 27 de setembro de 2008 |
| Bulgária           | Edna Mechta                 | Krastyana Krasteva             | Final Nacional de 2008    | 18 de setembro de 2008 |
| Bulgária           | "Um sonho"                  | Búlgaro                        | Final Nacional de 2008    | 18 de setembro de 2008 |
| Chipre             | Gioypi Gia!                 | Elena Mannouri & Charis Savva  | Final Nacional de 2008    | 28 de junho de 2008    |
| Chipre             | "Whoopee Yia!"              | Grego                          | Final Nacional de 2008    | 28 de junho de 2008    |
| Macedónia do Norte | Prati Mi SMS                | Bobi Andonov                   | Final Nacional de 2008    | 20 de setembro de 2008 |
| Macedónia do Norte | "Envia-me um SMS"           | Macedónio                      | Final Nacional de 2008    | 20 de setembro de 2008 |
| Geórgia            | Bzz…                        | Bzikebi                        | Final Nacional de 2008    | 4 de outubro de 2008   |
| Geórgia            | "Bzz…"                      | Língua artificial              | Final Nacional de 2008    | 4 de outubro de 2008   |
| Grécia             | Kapia Nyhta                 | Niki Giannouchu                | Selecção para Chipre      | 27 de setembro de 2008 |
| Grécia             | "Uma Noite"                 | Grego                          | Selecção para Chipre      | 27 de setembro de 2008 |
| Lituânia           | Laiminga diena              | Eglė Jurgaitytė                | Vaikų Eurovizija 2008     | 5 de outubro de 2008   |
| Lituânia           | "Dia Feliz"                 | Lituano                        | Vaikų Eurovizija 2008     | 5 de outubro de 2008   |
| Malta              | Junior Swing                | Daniel Testa                   | Junior Eurosong 2008      | 13 de setembro de 2008 |
| Malta              | "Swing Júnior"              | Inglês                         | Junior Eurosong 2008      | 13 de setembro de 2008 |
| Países Baixos      | 1 Dag                       | Marissa                        | Junior Songfestival 2008  | 12 de setembro de 2008 |
| Países Baixos      | "Um Dia"                    | Neerlandês                     | Junior Songfestival 2008  | 12 de setembro de 2008 |
| Roménia            | Salvaţi planeta             | Mădălina Lefter & Andrada Popa | Selecţia Naţională 2008   | 1 de junho de 2008     |
| Roménia            | "Salvem o Planeta"          | Romeno                         | Selecţia Naţională 2008   | 1 de junho de 2008     |
| Rússia             | Spit angel                  | Mihail Puntov                  | Selecção Nacional de 2008 | 1 de junho de 2008     |
| Rússia             | "Salvem o Planeta"          | Russo                          | Selecção Nacional de 2008 | 1 de junho de 2008     |
| Sérvia             | Uvek kad u nebo pogledam    | Maja Mazić                     | Selecção Nacional de 2008 | 21 de setembro de 2008 |
| Sérvia             | "Quando eu olho para o céu" | Sérvio                         | Selecção Nacional de 2008 | 21 de setembro de 2008 |
| Ucrânia            | Matrosy                     | Victoria Petryk                | Selecção Nacional de 2008 | 20 de setembro de 2008 |
| Ucrânia            | "Marinheiros"               | Ucraniano                      | Selecção Nacional de 2008 | 20 de setembro de 2008 |

## Festival
| #   | País               | Língua     | Artista                        | Canção                                                | Tradução para Português   | Pontuação | Lugar |
| --- | ------------------ | ---------- | ------------------------------ | ----------------------------------------------------- | ------------------------- | --------- | ----- |
| 1º  | Roménia            | Romeno     | Mădălina Lefter & Andrada Popa | "Salvaţi planeta!"                                    | Salvem o Planeta          | 9º        | 58    |
| 2º  | Arménia            | Armeniano  | Monika Manucharova             | "Im Ergi Hnchyune" (Իմ Երգի Հնչյունե)                 | Sons da Minha Música      | 8º        | 59    |
| 3º  | Bielorrússia       | Russo      | Dasha, Alina & Karyna          | "Sertse Belarusi" (Сердце Беларуси)                   | Coração da Bielorrússia   | 6º        | 86    |
| 4º  | Rússia             | Russo      | Mihail Puntov                  | "Spit angel" (Спит ангел)                             | Salvem o Planeta"         | 7º        | 73    |
| 5º  | Grécia             | Grego      | Niki Yiannouchu                | "Kapoia nychta" (Καποια νύχτα)                        | Uma Noite                 | 14º       | 19    |
| 6º  | Geórgia            | Imaginária | Bzikebi                        | "Bzz.."                                               | Bzz...                    | 1º        | 154   |
| 7º  | Bélgica            | Holandês   | Oliver                         | "Shut Up"                                             | Cala-te                   | 11º       | 45    |
| 8º  | Bulgária           | Bulgaro    | Krastyana Krasteva             | "Edna mechta" (Една мечта)                            | Um sonho                  | 15º       | 15    |
| 9º  | Sérvia             | Sérvio     | Maja Mazić                     | "Uvek kad u nebo pogledam" (Увек кaд у небо погледaм) | Quando eu olho para o céu | 12º       | 37    |
| 10º | Malta              | Inglês     | Daniel Testa                   | "Junior Swing"                                        | Swing Júnior              | 4º        | 100   |
| 11º | Países Baixos      | Holandês   | Marissa                        | "1 dag"                                               | Um Dia                    | 13º       | 27    |
| 12º | Ucrânia            | Ucraniano  | Victoria Petryk                | "Matrosy" (Матроси)                                   | Marinheiros               | 2º        | 135   |
| 13º | Lituânia           | Lituano    | Eglė Jurgaitytė                | "Laiminga diena"                                      | Dia Feliz                 | 3º        | 103   |
| 14º | Macedónia do Norte | Macedónio  | Bobi Andonov                   | "Prati mi SMS" (Прати ми СМС)                         | Envia-me um SMS           | 5º        | 93    |
| 15º | Chipre             | Grego      | Elena Mannouri & Charis Savva  | "Gioupi gia!" (Γιούπι για)                            | Whoopee yia!              | 10º       | 46    |